# Escamas de las serpientes

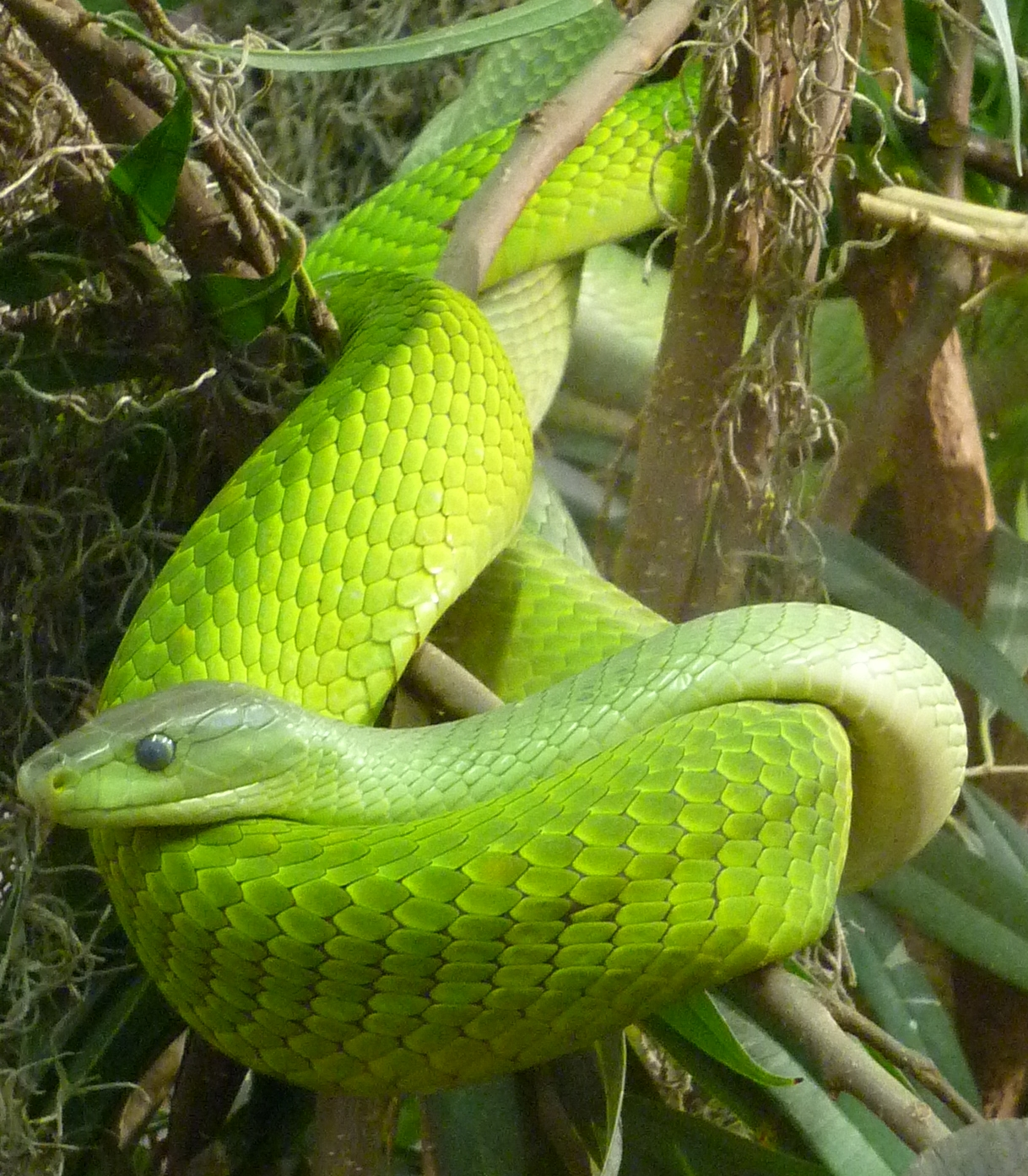
Una mamba verde occidental (Dendroaspis viridis). Son claramente visibles las escamas en su cuerpo.

Las serpientes, al igual que otros reptiles, tienen la piel cubierta de escamas. Las serpientes están completamente cubiertas con escamas o escudos queratinosos, de diversas formas y tamaños. Las escamas protegen su cuerpo y, ayudan en la locomoción, permiten mantener la humedad dentro del mismo, alteran las características superficiales tales como rugosidad para ayudar en el camuflaje, y en algunos casos aun les son útiles en la captura de sus presas (por ejemplo en Acrochordus). Los patrones de coloración simples o complejos (que les ayudan a mimetizarse y muestran una actividad contra la depredación) son una propiedad de la piel subyacente, pero la naturaleza plegada de la piel escamada permite que la piel brillante oculta entre las escamas sea luego revelada para asustar a los depredadores. 
Las escamas han sufrido modificaciones a lo largo del tiempo para servir en otras funciones tales como franjas de 'pestañas', y cubierta protectora para los ojos.

## Funciones de las escamas
Es para que las serpientes se puedan mover mejor y con mayor fuerza de movimiento. La función primaria es para reducir la fricción durante el movimiento, dado que la fricción es la mayor fuente de pérdida de energía durante la locomoción de la serpiente. Las escamas ventrales  que son grandes y oblongas, son especialmente de baja fricción, y algunas especies arborícolas pueden usar bordes para apretar las ramas. 
La piel y las escamas de las serpientes ayudan a retener la humedad del cuerpo del animal. Las serpientes recogen vibraciones tanto del aire como de la tierra, y pueden diferenciar los dos, usando un sistema complejo de resonancias internas (que tal vez involucre a las escamas).

## Tipos de escamas

### Escamas rostrales

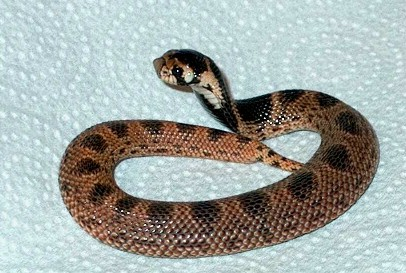
La cobra nariz de escudo (género Aspidelaps) tiene una escama rostral muy ampliada.

La escama rostral, o rostral, en serpientes y otros reptiles con escamas es la placa mediana en la punta de la boca que bordea la abertura oral. Ella corresponde a la escama mental en la mandíbula inferior. El término se debe al rostro o nariz. En serpientes, la forma y tamaño de esta escama es uno de los muchos caracteres que se usan para diferenciar especies entre sí. Está relacionada con:
- Escama nasorostral
- Escama mental
- Escama labial

### Escamas supraoculares
En reptiles con escamas, las escamas supraoculares son escamas (ampliadas) en la corona inmediatamente arriba del ojo. El tamaño y forma de estas escamas están dentro del grupo de muchos caracteres usados para diferenciar las especies entre sí.
En muchas especies de boidos y viperidos, las escamas supraoculares están muy fragmentadas. En otras, tales como los colúbridos y elápidos, son ampliadas.

### Escamas circumorbitales
En reptiles con escamas, las escamas oculares son las que forman el margen del ojo El nombre se origina en el término oculus el cual es “ojo” en Latín y, en el sentido más amplio, se refiere a una escama asociada con el ojo. El número de estas escamas presentes, y a veces la forma y el tamaño, son algunos de los muchos caracteres usados en la identificación de especies.
Usualmente se incluyen prefijos para indicar las posiciones o ubicaciones de las escamas individuales:
- Escamas preoculares, son las que yacen directamente en frente del ojo y en contacto con el mismo.
- Escamas postoculares, yacen directamente detrás del ojo y en contacto con el mismo.
- escamas supraoculares, son escamas ampliadas sobre la corona immediatamente encima del ojo.
- Escamas suboculares, son las que yacen directamente debajo del ojo y en contacto con el mismo.

Colectivamente se refiere a estas escamas como escamas circumorbitales, o un anillo circumorbital.
Ocasionalmente, el término escama ocular se usa sin prefijo, en cuyo caso se refiere  específicamente a las lentillas transparentes, también conocidas como gafas o anteojos o tapa del ojo. Esta es una escama transparente que cubre y protege al ojo. Se forma en serpientes embrionarias cuando los párpados transparentes superior e inferior se funden. Una vez nacido, una serpiente no posee párpados y las lentes llevan a cabo algunas de estas funciones.

### Escamas internasales

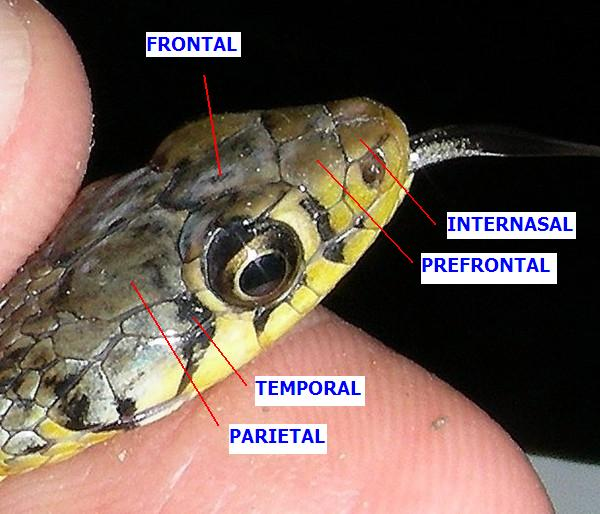
Escamas de la cabeza de Amphiesma stolatum (Natricinae).

Las escamas internasales son aquellas arriba de la cabeza entre las escamas que rodean las narices. Normalmente aparecen en pares y situadas detrás de la escama rostral. Están relacionadas  con las escamas nasales y la escama rostral.

### Escamas labiales
Las escamas labiales son las escamas de serpientes y otros reptiles escamosos que bordean la abertura de la boca. Estas no incluyen las escamas medianas en las mandíbulas superior e inferior (escamas rostral y mental). El término labial se origina en Labium (latín para "labio"), que se refiere a cualquier estructura similar a un labio. En serpientes, hay dos tipos diferentes de escamas labiales: supralabiales y sublabiales. Los números de estas escamas presentes, y algunas veces la formas y tamaño, son algunas de las muchas características utilizadas para diferenciar las especies entre sí.
Hay dos tipos diferentes de escamas labiales:
Supralabiales, también llamadas labiales superiores, son aquellas escamas que limitan con la apertura de la boca a lo largo de la mandíbula superior. No incluyen las escamas medianas (escama rostral). La palabra labial se refiere a cualquier estructura semejante a un labio. El número de escamas labiales presente, y algunas veces, su forma y su tamaño, son algunos de los muchos caracteres que se usan para diferenciar las especies. 
Sublabiales, también llamadas labiales inferiores o infralabiales, son aquellas escamas que bordean la abertura de la boca a lo largo de la mandíbula inferior. No incluyen la escama mediana (escama mental).

### Escama mental
La escama mental, o mental, en serpientes y otros reptiles escamados, se refiere a la placa mediana en la punta de la mandíbula inferior. Es una escama triangular que corresponde a la rostral de la mandíbula superior. La referencia al término "mental" proviene del nervio mental que se dirige a la barbilla y la mandíbula inferior en los animales. En las serpientes, la forma y el tamaño de esta escama es a veces una de las características utilizadas para diferenciar las especies entre sí.

### Escama nasal
En los reptiles, la escama nasal se refiere a la escama que rodea la fosa nasal.
A veces esta escama está emparejada (dividida). En tales casos, la mitad anterior se denomina prenasal y la mitad posterior se denomina postnasal.
Las escamas supranasales están ubicadas por encima de la escama nasal.

### Escama nasorrostral
La escama nasorostral es una escama ampliada y generalmente emparejada, justo detrás de la escama rostral (y frente a la escama nasal).

### Escamas dorsales

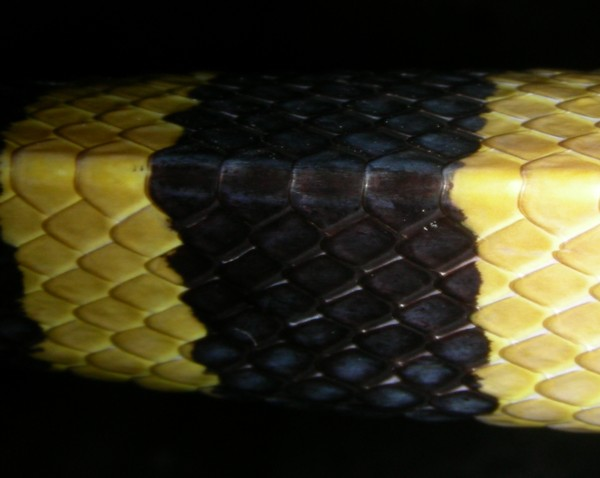
Escamas dorsales en un krait rayado (Bungarus fasciatus).

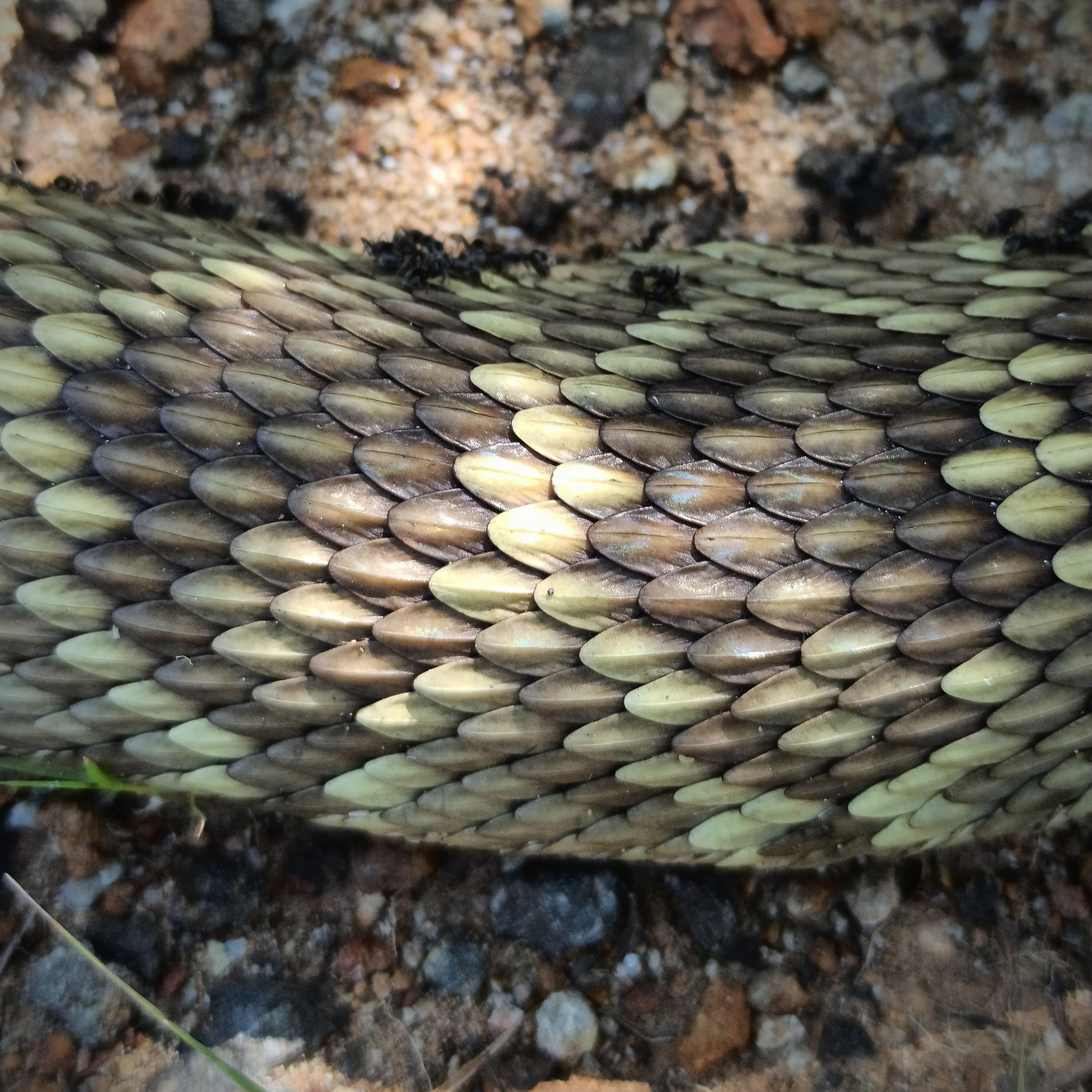
Escamas dorsales en una cascabel de cola negra (Crotalus molossus).

En las serpientes, las escamas dorsales son una serie de láminas longitudinales que rodean el cuerpo de las sepientes, pero que no incluyen a las escamas ventrales.
Cuando se cuantifican las escamas dorsales, los números son a menudo dados para tres puntos a lo largo del cuerpo, por ejemplo 19:21:17. Estos números corresponden al número de escamas dorsales presentes alrededor del cuerpo en los puntos ubicados a una cabeza de longitud detrás de la cabeza, a la mitad del cuerpo, y a una cabeza de longitud antes de la cloaca. Si sólo se proporciona un número,  este corresponde al número de escamas dorsales que rodean el punto ubicado a la mitad del cuerpo.
Resulta más sencillo contar las escamas dorsales diagonalmente, comenzando con la fila de escamas paraventrales. Al hacer esto, con frecuencia se destaca que ciertas filas de escamas están levantadas, quilladas o suavizadas en comparación al resto de las escamas.

### Escamas paravertebrales

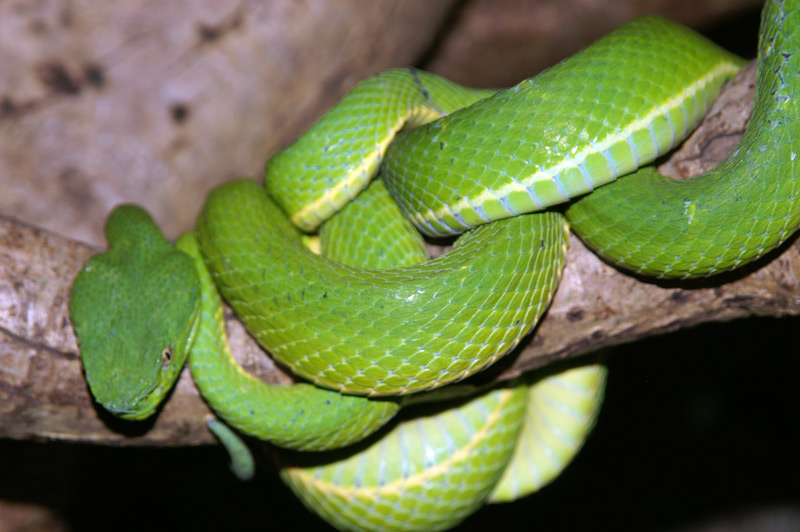
Bothriechis lateralis. La franja de color amarillo pálido corre a lo largo de la porción inferior de las escamas paraventrales.

En las serpientes, las escamas paraventrales son las filas longitudinales de escamas dorsales que entran en contacto con las escamas ventrales. Estas son las primeras filas de escamas dorsales en ambos lados del cuerpo y generalmente son un poco más grandes que las escamas ubicadas más dorsalmente. En las especies que tienen escamas en su mayoría quilladas, las paraventrales suelen ser suaves o solo con una quilla débil.
El término paraventral también puede referirse al área a cada lado de las escamas ventrales.

### Escamas ventrales

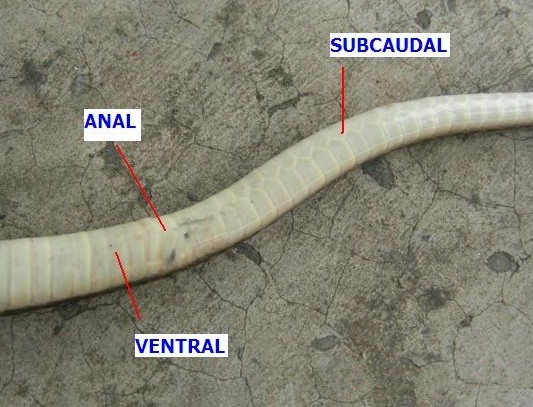
Amphiesma stolatum (Natricinae).

En serpientes, las escamas ventrales son las escamas ampliadas y transversalmente alargadas que se extienden en la parte inferior del cuerpo, desde el cuello a la escama anal. Al contarlas, la primera es la escama ventral más anterior que contacta con la fila paraventral (la más baja) de escamas dorsales a ambos lados. No se cuenta la escama anal.

### Escama anal
En las serpientes, la escama anal está justo enfrente y cubriendo la abertura cloacal. Esta escama puede ser simple (entero anal) o emparejada (anal dividida). Cuando se empareja, la división es oblicua. La escama anales está precedida por las escamas ventrales y seguida por las escamas subcaudales. Está relacionada con las escamas ventrales y las subcaudales.

### Cascabel

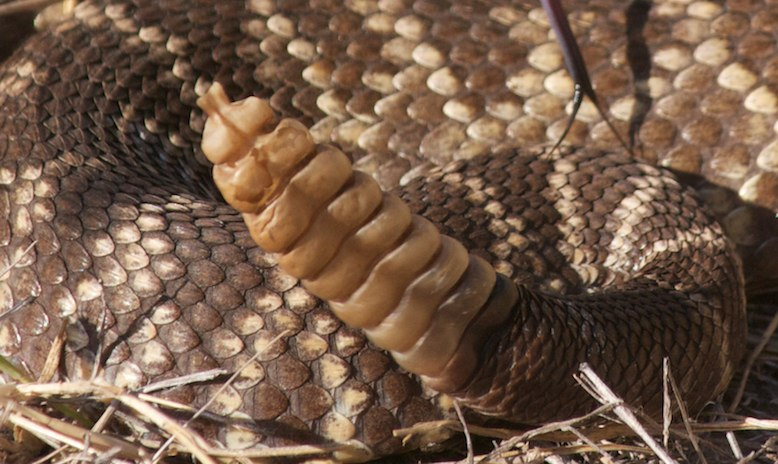
El cascabel y la cola de Crotalus oreganus.

Las serpientes de cascabel (géneros Crotalus y Sistrurus), con excepción de Crotalus catalinensis, desarrollan al final de la cola un apéndice sonoro conocido como cascabel, compuesto por una serie de segmentos móviles de queratina. Este cascabel se forma gradualmente con cada muda de piel, ya que la cubierta cutánea del extremo caudal se desprende pero no se cae completamente. Con cada muda (que puede ocurrir una, dos o hasta tres veces por año) se añade un nuevo segmento detrás del anterior. Contrario a la creencia popular, el número de segmentos del cascabel no refleja la edad del animal. Además, en su entorno natural, las serpientes pueden perder parte del cascabel al desplazarse entre rocas, vegetación o madrigueras, lo que provoca variaciones en su tamaño. Sólo en ejemplares mantenidos en cautiverio se han observado cascabeles excepcionalmente largos, con hasta 20 o 30 segmentos.